# Воллес (Небраска)
Воллес (англ. Wallace) — селище (англ. village) в США, в окрузі Лінкольн штату Небраска. Населення — 318 осіб (2020).

## Географія
Воллес розташований за координатами 40°50′15″ пн. ш. 101°9′52″ зх. д. / 40.83750° пн. ш. 101.16444° зх. д. (40.837579, -101.164482).  За даними Бюро перепису населення США в 2010 році селище мало площу 1,84 км², уся площа — суходіл.

## Демографія
Згідно з переписом 2010 року, у селищі мешкало 366 осіб у 140 домогосподарствах у складі 104 родин. Густота населення становила 199 осіб/км².  Було 152 помешкання (82/км²).
Расовий склад населення:
| - 85,5 % — білих - 1,1 % — корінних американців - 0,8 % — азіатів - 10,4 % — осіб інших рас |

До двох чи більше рас належало 2,2 %. Частка іспаномовних становила 17,2 % від усіх жителів.
За віковим діапазоном населення розподілялося таким чином: 30,9 % — особи молодші 18 років, 53,3 % — особи у віці 18—64 років, 15,8 % — особи у віці 65 років та старші. Медіана віку мешканця становила 35,8 року. На 100 осіб жіночої статі у селищі припадало 88,7 чоловіків;  на 100 жінок у віці від 18 років та старших — 97,7 чоловіків також старших 18 років.
Середній дохід на одне домашнє господарство  становив 58 418 доларів США (медіана — 44 063), а середній дохід на одну сім'ю — 68 873 долари (медіана — 58 750). За межею бідності перебувало 2,7 % осіб, у тому числі 4,3 % дітей у віці до 18 років та 0,0 % осіб у віці 65 років та старших.
Цивільне працевлаштоване населення становило 155 осіб. Основні галузі зайнятості: сільське господарство, лісництво, риболовля — 30,3 %, освіта, охорона здоров'я та соціальна допомога — 28,4 %, транспорт — 10,3 %, роздрібна торгівля — 8,4 %.